# Ftalato

Estructura química general de los ftalatos. R y R' = C_{n}H_{2n+1}; n = 4-15

Los ftalatos (de anhídrido ftálico y este a su vez de nafta) o ésteres de anhídrido ftálico es un líquido sintético e incoloro con un ligero olor aromático y sabor amargo desagradable. El dietil ftalato tiene muchos usos. El dietil ftalato puede ser liberado con relativa facilidad de los plásticos en los que se usa ya que no forma parte de la cadena molecular que constituye el plástico. El dietil ftalato también se usa en cosméticos, insecticidas y la aspirina son un grupo de compuestos químicos principalmente empleados como plastificadores (sustancias añadidas a los plásticos para incrementar su flexibilidad). Uno de sus usos más comunes es la conversión del poli(cloruro de vinilo) (PVC) de un plástico duro a otro flexible.
Los ésteres del ácido ftálico son los ésteres dialquílicos o arílicos del ácido benceno-1,2-dicarboxílico. El nombre ftalato deriva de la nomenclatura tradicional de ácido ftálico. Cuando se añaden a los plásticos, los ftalatos permiten a las moléculas largas de polivinilo deslizarse unas sobre otras. Los ftalatos presentan una baja solubilidad en agua y alta en aceites, así como una baja volatilidad. El grupo carboxilo polar apenas contribuye a las propiedades físicas de los ftalatos, excepto cuando los grupos R y R' son muy pequeños (tales como grupos metilo y etilo). Son líquidos incoloros e inodoros producidos por reacción del anhídrido ftálico con un alcohol apropiado (normalmente alcoholes de entre 6 y 13 carbonos).
Hasta 2004, los fabricantes produjeron unas 400.000 toneladas de ftalatos al año. Se empezaron a producir en los años 1920, y en grandes cantidades desde los 50, con el nacimiento del PVC. Los ftalatos más empleados son el DEHP [ftalato de bis(2-etilhexilo)], el DIDP (ftalato de diisodecilo) y el DINP (ftalato de diisononilo). El DEHP es el plastificador más usado con el PVC debido a su bajo coste. El BBzP (ftalato de bencilo y butilo) se usa en la fabricación de material para suelos basado en PVC. Los ftalatos con grupos R y R' pequeños son usados como disolventes en perfumería y pesticidas.
Los ftalatos se usan también con frecuencia en los esmaltes de uñas, adhesivos, masillas, pigmentos de pintura, juguetes de niños y en la mayoría de los juguetes sexuales.
En este último caso, el porcentaje de ftalatos usado en juguetes sexuales va desde el 40% hasta el 80% del peso total del producto, lo cual es mucho mayor que en cualquier otro producto que incluya ftalatos. Ya que los fabricantes deben lograr que sus productos sean lo más suaves posibles, no solo agregan niveles de ftalatos mayores a los permitidos para fabricar juguetes de niños, sino que además adicionan una mayor cantidad de estabilizadores de zinc, plomo, estaño, bario o cadmio.

## Regulación
Si bien la fabricación y comercialización de los juguetes de niños está regulada por las instituciones de salud de muchos países, hasta el momento, en ningún país de Latinoamérica existe una regulación sobre el uso de ftalatos en juguetes sexuales, y esto ha causado una completa impunidad por parte de los fabricantes, ya que no solamente usan una peligrosa cantidad de ftalatos en sus productos, sino que también adicionan materiales tóxicos y metales pesados a dichos productos.
Greenpeace señala que la producción y uso de sustancias tóxicas debe ser prohibida para todos sus usos y que la industria debe ser obligada a utilizar alternativas no peligrosas. Las sustancias deben llegar a comercializarse en el mercado solo cuando hayan comprobado su inocuidad y el consumidor cuente con la información clara sobre la composición de los productos.

## Efectos sobre la salud

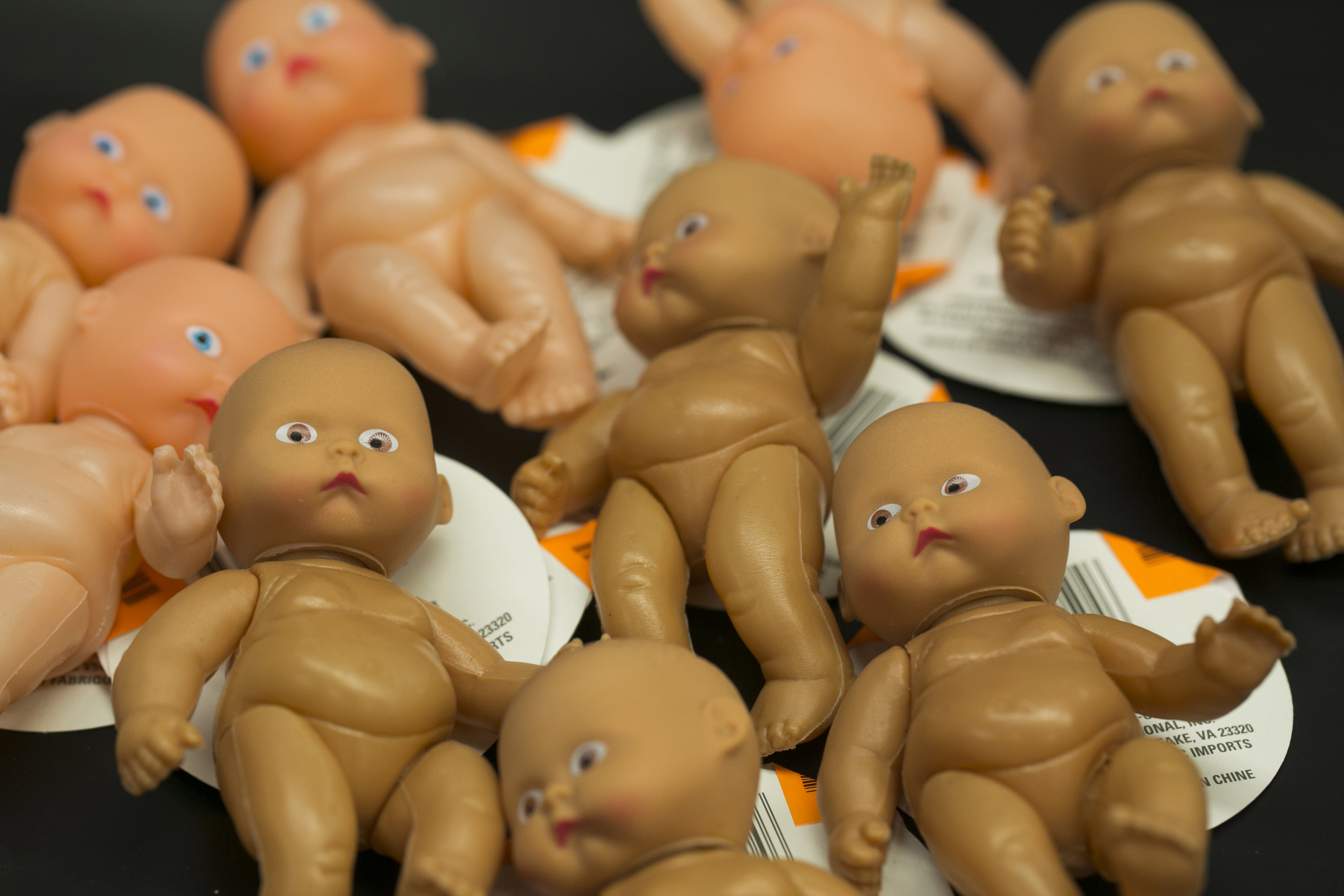
Juguetes incautados debido a su alto nivel de ftalatos.

Según FDA (Food and Drug Administration), dos factores determinan el grado de riesgo planteado por la exposición al DEHP en un ajuste médico. El primero es la sensibilidad del paciente al DEHP. De acuerdo con la evidencia citada arriba, el feto masculino, el recién nacido masculino, y el varón peripubertal parecerían ser grupos de riesgo elevado.[cita requerida]
Greenpeace afirma

Se han encontrado en una gran cantidad de ftalatos en sangre materna y cordón umbilical, que pueden ser nocivos para el aparato reproductor masculino y son tóxicos para la reproducción. Los juguetes sexuales contienen altas concentraciones de los peligrosos suavizantes tóxicos, prohibidos por sus posibles impactos en salud. De ocho juguetes sexuales analizados en Países Bajos, en siete se encontraron niveles de ftalatos que van del 24 al 51%.

La posibilidad de que afecte el riñón causa especial preocupación porque en seres humanos este órgano está expuesto a los ftalatos durante diálisis y porque se han observado alteraciones estructurales y funcionales del riñón en algunas ratas expuestas a los ftalatos. Debido a que las alteraciones de los riñones en pacientes sometidos a diálisis por largo tiempo pueden deberse a la enfermedad renal existente, y regularmente no se han observado alteraciones renales en animales expuestos a los ftalatos, el significado de las alteraciones renales en la rata no está claro. La ingestión de altas dosis de ftalatos por un tiempo prolongado produjo cáncer del hígado en ratas y en ratones.
El Departamento de Salud y Servicios Humanos (DHHS) ha determinado que es razonable predecir que los ftalatos son carcinogénicos en seres humanos. La EPA ha determinado que los ftalatos son probablemente carcinogénicos en seres humanos. Estas determinaciones fueron basadas totalmente en el hallazgo de cáncer del hígado en ratas y en ratones.[cita requerida]
Los juguetes infantiles hechos con ftalatos contaminan el cuerpo humano de forma gradual, poco a poco según el tiempo que el individuo esté expuesto a este material día tras día, es por ello que se recomienda que al seleccionar este tipo de productos, se adquieran productos fabricados con materiales alternativos tales como Silicona Pura y SiliconFlesh (Carne de Silicona).
Si una persona usa un juguete con contenido de ftalatos, no va a sentir en ese momento daño alguno, ni ninguna sensación extraña, simplemente va a administrarse microdosis de ftalatos que van a ir directamente a la sangre al ser absorbidos por las mucosas. En cada uso de dicho juguete, se administrará una dosis que aumentará de forma periódica los niveles de ftalatos en la sangre. Esto significa que a mayor uso mayor contaminación.[cita requerida]
Estudios realizados por la Dra. Shana Swan detectaron concentraciones de nueve metabolitos del ftalato en la orina de mujeres embarazadas, que demostraban altos niveles de exposición. Sin embargo, sus estudios se extrapolaron de mediciones en roedores no aplicables en bebés humanos y no ha habido otros estudios que corroboren los resultados de Swan. De hecho, algunos los contradicen. El Dr. Richard Sharpe de Edimburgo, Escocia, uno de los principales investigadores de ftalatos en el mundo, expuso a las ratas preñadas a los ftalatos y produjo una serie de anomalías en su descendencia masculina. Pero cuando Sharpe probó el mismo experimento en animales mucho más cercanos a los humanos que las ratas, los monos, obtuvo una respuesta completamente distinta. Probó ftalatos en hembras de monos marmoset preñadas y su descendencia fue completamente normal.

### Cronología
1994El Tribunal Superior de Viena, Austria, dictó la siguiente sentencia el 31 de marzo de 1994: "El plástico clorado PVC (policloruro de vinilo) suavizado con ftalatos, ocasiona graves riesgos al medio ambiente y a la salud pública, durante todo su ciclo de vida. Los principales están asociados con la generación y emisión de dioxinas durante el proceso de fabricación del cloruro de vinilo y la incineración de productos de PVC, y la migración de los aditivos, como es el caso de los plastificantes “ftalatos” que necesariamente contienen los productos de este plástico blando. Por todo ello, el PVC puede denominarse "Veneno Medioambiental".
2004Un equipo de investigación sueco-danés encontró fuertes relaciones entre las alergias infantiles y los ftalatos DEHP o bis(2-etilhexil)ftalato y BBzPo bencilbutilftalato.

## Tabla de los ftalatos más comunes
| Nombre                     | Acrónimo  | Fórmula estructural            | Número CAS |
| -------------------------- | --------- | ------------------------------ | ---------- |
| Dimetilftalato             | DMP       | C6H4(COOCH3)2                  | 131-11-3   |
| Dietilftalato              | DEP       | C6H4(COOC2H5)2                 | 84-66-2    |
| Dialilftalato              | DAP       | C6H4(COOCH2CH=CH2)2            | 131-17-9   |
| Di-n-propilftalato         | DPP       | C6H4[COO(CH2)2CH3]2            | 131-16-8   |
| Dibutilftalato             | DBP       | C6H4[COO(CH2)3CH3]2            | 84-74-2    |
| Diisobutilftalato          | DIBP      | C6H4[COOCH2CH(CH3)2]2          | 84-69-5    |
| Butilciclohexilftalato     | BCP       | CH3(CH2)3OOCC6H4COOC6H11       | 84-64-0    |
| Di-n-pentilftalato         | DNPP      | C6H4[COO(CH2)4CH3]2            | 131-18-0   |
| Diciclohexilftalato        | DCP       | C6H4[COOC6H11]2                | 84-61-7    |
| Butilbencilftalato         | BBP       | CH3(CH2)3OOCC6H4COOCH2C6H5     | 85-68-7    |
| Di-n-hexilftalato          | DNHP      | C6H4[COO(CH2)5CH3]2            | 84-75-3    |
| Diisohexilftalato          | DIHxP     | C6H4[COO(CH2)3CH(CH3)2]2       | 146-50-9   |
| Diisoheptilftalato         | DIHpP     | C6H4[COO(CH2)4CH(CH3)2]2       | 41451-28-9 |
| Butildecilftalato          | BDP       | CH3(CH2)3OOCC6H4COO(CH2)9CH3   | 89-19-0    |
| Di(2-etilhexil)ftalato     | DEHP, DOP | C6H4[COOCH2CH(C2H5)(CH2)3CH3]2 | 117-81-7   |
| Di(n-octil)ftalato         | DNOP      | C6H4[COO(CH2)7CH3]2            | 117-84-0   |
| Diisooctilftalato          | DIOP      | C6H4[COO(CH2)5CH(CH3)2]2       | 27554-26-3 |
| n-octil n-decilftalato     | ODP       | CH3(CH2)7OOCC6H4COO(CH2)9CH3   | 119-07-3   |
| Diisononilftalato          | DINP      | C6H4[COO(CH2)6CH(CH3)2]2       | 28553-12-0 |
| Diisodecilftalato          | DIDP      | C6H4[COO(CH2)7CH(CH3)2]2       | 26761-40-0 |
| Diundecilftalato           | DUP       | C6H4[COO(CH2)10CH3]2           | 3648-20-2  |
| Diisoundecilftalato        | DIUP      | C6H4[COO(CH2)8CH(CH3)2]2       | 85507-79-5 |
| Ditridecilftalato          | DTDP      | C6H4[COO(CH2)12CH3]2           | 119-06-2   |
| Diisotridecilftalato       | DIUP      | C6H4[COO(CH2)10CH(CH3)2]2      | 68515-47-9 |
| Tereftalato de polietileno | PETE      | [C10H804]n                     | 25038-59-9 |

## Vinilo
Los ftalatos incoloros e inodoros de alto peso molecular, o ftalatos altos, son utilizados en diversos productos que exigen un alto rendimiento, larga duración y resistencia. Los ftalatos altos se utilizan principalmente para suavizar o «plastificar» vinilo debido a su alto rendimiento, durabilidad y estabilidad. Si bien se pueden usar en una variedad de aplicaciones, los distintos tipos de ftalatos altos no son necesariamente intercambiables.

##### Automotriz
El vinilo suavizado con ftalatos se usa en interiores, cubreasientos y tapicería de automóviles, por su durabilidad, su resistencia a los ultravioleta y capacidad de soportar altas temperaturas.

##### Información de seguridad
Varias agencias científicas gubernamentales y organismos reguladores de todo el mundo han estudiado y revisado minuciosamente ftalatos altos, como el diisononilftalato y el diisodecilftalato, y llegaron a la conclusión de que los ftalatos utilizados en productos comerciales no representan un riesgo para la salud humana en niveles de exposición normales. En general, ECCC propuso concluir que el DINP y el DIDP, entre otros ftalatos, «no cumplen con los criterios del párrafo 64 del CEPA, ya que no entran al ambiente en una cantidad o concentración o en condiciones que constituyan o puedan constituir un peligro en Canadá para la vida o la salud humana».

## Riesgos
Los ftalatos son uno de los grupos de sustancias que contaminan más frecuentemente los hogares y que se encuentran virtualmente en los organismos de todos los occidentales. Son sustancias de atención prioritaria si queremos prevenir problemas de salud en el hogar. Son sustancias como dietil hexil ftalato, el di-isononil ftalato, el di-iso-decil ftalato el dimetil ftalato, el dietil ftalato, el dibutil ftalato… Cada año, solo en Europa, se utilizan cientos de miles de toneladas en los más diversos productos, muchos de los cuales son ampliamente usados en los hogares. Existen infinidad de investigaciones científicas que asocian sustancias de este grupo a problemas de salud, fundamentalmente por sus efectos como disruptores hormonales. La UE prohibió su uso en cosas como chupetes, tetinas y mordedores infantiles, pero no se han adoptado medidas restrictivas debidas para otros muchos usos, dándose la circunstancia de que sea precisamente en dependencias del hogar tales como el cuarto de los niños, donde más presencia pueda darse de estas sustancias.

### Riesgo de diabetes
Los ftalatos o ésteres de ftalato son un grupo de compuestos químicos principalmente empleados como plastificadores, y el riesgo de contraer la diabetes dobla con su presencia. Se presentaron las muestras de sangre para el análisis de las diversas toxinas ambientales, incluyendo varias sustancias que se forman cuando el cuerpo descompone los ftalatos. La mayoría de las personas entran en contacto diario con los ftalatos que se utilizan unos agentes suavizantes de plásticos y como portadores de los perfumes de los cosméticos y productos de cuidado personal. Pero también encontraron una conexión entre los niveles sanguíneos de algunos de los ftalatos y el aumento de la prevalencia de la diabetes, incluso después de ajustar por la obesidad, los lípidos en sangre, el tabaquismo y los hábitos de ejercicio.
Las personas con elevados niveles de ftalatos tenían aproximadamente el doble del riesgo de desarrollar diabetes en comparación con aquellos con niveles más bajos. También encontraron que ciertos ftalatos se asociaron con la producción de insulina en el páncreas interrumpida. «Sin embargo, para averiguar si los ftalatos son realmente factores de riesgo para la diabetes, se necesitan más estudios que muestran asociaciones similares».

### Trasfondo
Este resumen de salud pública teoriza acerca del dietil ftalato y de los efectos de la exposición a esta sustancia. Aunque el número total de sitios de la NPL en los que se ha buscado esta sustancia no se conoce, el número de sitios en que se encuentre dietil ftalato puede aumentar a medida que se evalúan más sitios. Estos sitios constituyen fuentes de exposición, y la exposición a esta sustancia puede perjudicarlo. Cuando una sustancia se libera desde un área extensa, por ejemplo desde una planta industrial, o desde un recipiente como un barril o una botella, la sustancia entra al ambiente. Se expone a una sustancia solamente cuando entra en contacto con ésta al inhalar, comer o beber la sustancia, o por contacto con la piel. Estos factores incluyen la dosis, la duración y la manera como entró en contacto con esta sustancia.

#### Efecto en el medio ambiente
El dietil ftalato puede entrar al medio ambiente en aguas de desecho industrial, al evaporarse desde lugares donde se ha desechado dietil ftalato, directamente desde productos de consumo, durante la quema de productos plásticos y en los líquidos de lixiviación de vertederos en los cuales puede llegar hasta el suelo, cuerpos de agua y agua subterránea. El dietil ftalato puede viajar grandes distancias si es liberado a ríos que fluyen rápidamente. En los cuerpos de agua más lentos los microorganismos en el agua o sedimentos pueden degradar el dietil ftalato a compuestos que no son tóxicos. Si el suelo contiene una cantidad baja de materia orgánica, el dietil ftalato podría moverse a través del suelo y así entrar al agua subterránea.

#### Exposición
Podría exponerse al dietil ftalato que se encuentra en productos de consumo y plásticos. También podría exponerse cuando se manufacturan o desechan productos que contienen dietil ftalato. La mayoría de la exposición ocurriría cuando se inhale aire contaminado o cuando se ingiera agua o alimentos contaminados.
En agua potable se han detectado concentraciones de dietil ftalato que van de 0.00001 a 0.0046 ppm, en aguas de desecho industrial en concentraciones de 0.00001 a 0.060 ppm, en aguas de río en concentraciones de 0.00006 a 0.044 ppm y en sedimentos de cuerpos de agua de gran tamaño en concentraciones de hasta 0.042 ppm. El dietil ftalato puede escapar del plástico usado para empacar alimentos y se ha detectado en concentraciones de 2 a 5 ppm en quiche empacado. Se estima que en seres humanos la ingesta diaria de dietil ftalato en alimentos es de 4 miligramos mientras que se estima que la ingesta en agua contaminada es muy baja. El dietil ftalato entra al cuerpo cuando se respira, toma agua o se come alimentos que lo contienen. El dietil ftalato también entra al cuerpo a través de la piel. Si la piel hace contacto con dietil ftalato, el cuerpo probablemente absorberá tan solo una pequeña cantidad. El dietil ftalato y sus productos de degradación serán eliminados de su cuerpo principalmente en la orina en no más de 2 días.

## Mercado
Ftalato de dioctilo El crecimiento del mercado 2022-2027 El informe de investigación de la industria global presenta un análisis en profundidad del tamaño del mercado de ftalato de dioctilo, crecimiento, participación, segmentos, fabricantes y tecnologías, tendencias clave, impulsores del mercado, desafíos, estandarización, modelos de implementación, oportunidades, hoja de ruta futura y Pronóstico 2027. El informe del mercado global ftalato de dioctilo también ofrece datos históricos de 2015 a 2022 y datos pronosticados de 2022 a 2027, junto con datos de análisis FODA del mercado. La epidemia de coronavirus es relevante y tiene implicaciones de gran alcance para el mercado ftalato de dioctilo. Estos escenarios se ejecutarán en diferentes regiones y sectores, por lo que la investigación de mercado correcta y oportuna es más importante que nunca.
Al estudiar todos los aspectos, el informe proporciona inteligencia de mercado actualizada en el mercado ftalato de dioctilo.

### Ftalato de di-isononilo
La demanda global de la industria de ftalato de di-isononilo de XX. El informe también muestra el valor de mercado general que incluye los datos anteriores y los datos de pronóstico generados a través de los ingresos.
Los datos de mercado de ftalato de di-isononilo están disponibles para todo el mundo, América del Norte, Europa, Asia-Pacífico, Oriente Medio, África y América del Sur por separado. El informe describe el mercado de ftalato de di-isononilo en detalle en términos de los factores económicos y regulatorios que actualmente están dando forma a la trayectoria de crecimiento del mercado, la segmentación regional. El informe examina las acciones de la empresa por región y sector, desarrollos de productos, estrategias de mercado y distribución, desafíos de la competencia y perspectivas futuras. Los datos se complementan con una representación visual de la información en forma de tablas, gráficos y otras infografías útiles.

### Global ftalato de dioctilo
Los principales actores cubiertos en 2021, el tamaño del mercado global de ftalato de dioctilo era de un millón de dólares estadounidenses y se espera que alcance un millón de dólares estadounidenses para fines de 2029, con una tasa compuesta anual entre 2021 y 2029. Análisis estadístico de algunos hechos económicos importantes figuras, cuadros, gráficos, imágenes para describir el mercado con claridad. En la fase de actualización mediante el análisis del impacto de Covid-19 en el mercado. Los recursos primarios y secundarios se utilizan para recopilar información sobre el mercado de ftalato de dioctilo, los valores de mercado proporcionados en el informe están aprobados por los accionistas de la industria. El ftalato de dioctilo implicó un análisis preciso de la naturaleza competitiva del mercado global y varias estrategias de marketing seguidas por los principales actores del mercado. El objetivo principal del informe ftalato de dioctilo es identificar el crecimiento del mercado y los factores de riesgo, estar atento a las diversas actividades de desarrollo que tienen lugar en el mercado ftalato de dioctilo mundial. El informe rastrea la clave market segmenta y ofrece una perspectiva prospectiva en ftalato de dioctilo áreas de inversión de mercado.

#### Productos

##### DOF - Diario Oficial de la Federación
Mexichem argumentó que en 2016, los precios del 2 etilhexanol y el anhídrido ftálico, insumos esenciales para la fabricación de DOP, registraron los niveles más bajos en el mercado

##### Plastificante de alta calidad Lg Chem Dop usos en Australia
Catálogo de fabricantes de Lg Dop de alta calidad y Lg Dop Una amplia variedad de opciones de lg dop está disponibles, como por ejemplo agente auxiliar químico. También puede elegir de pintura aditivos.

##### Plastificante dimetil ftalato suministro de China con precio bajo
Catálogo de fabricantes de Precio Dioctil Ftalato Dop de alta calidad y Precio Dioctil Ftalato Dop. China especializada plastificante de suministro del fabricante ftalato de dioctilo dop 99.5% precio más bajo.

##### Plastificante de alta calidad Lg Chem Dop usos a la venta
Uso de plastificantes de ftalato en PVC para contacto con alimentos, juguetes, y artículos de puericultura El uso de plastificantes de tipo ftalato (BBP, DBP, DOP, DNOP, DINP y DIDP).

### Eastman Treva nuevo bioplástico a base de celulosa
Eastman Chemical Company
la celulosa de este material es obtenida exclusivamente de árboles sustentables regulados y certificados por el Consejo de Administración Forestal (FSC).
Eastman, productor de materiales a base de celulosa, presentó Eastman Treva: un novedoso bioplástico de ingeniería de gran calidad, cuya composición es mitad celulosa obtenida exclusivamente de árboles sustentables regulados y certificados por el Consejo de Administración Forestal (FSC, por sus iniciales en inglés). El Eastman Treva es libre de bisfenol y ftalato, y ofrece gran resistencia química, destacándose entre otros termoplásticos de ingeniería al tener la capacidad de contener químicos abrasivos como aceites para la piel, bloqueador solar y limpiadores para el hogar, sin recibir daño alguno.
| Cuota de mercado por tipo de producto | Cuota de mercado por uso final / aplicación |
| ------------------------------------- | ------------------------------------------- |
| Plastificante de plástico             | Películas y láminas                         |
| Disolvente                            | Cable y cableado                            |
|                                       | Bienes de consumo                           |
|                                       | Aplicaciones médicas                        |
|                                       | Revestimientos de paredes y pisos           |